# 索尼娅·巴里奥
索尼娅·巴里奥（西班牙語：Sonia Barrio，1969年12月13日—），西班牙女子曲棍球运动员。她曾代表西班牙参加1992年、1996年和2000年夏季奥林匹克运动会曲棍球比赛，其中1992年奥运会获得一枚金牌。